# بانج بير
بانج بير (بالإنجليزية: Panj Peer)‏، وتعني القديسون الخمسة في الفارسية، حيث اعتادوا أن يكونوا بصحبة بعضهم البعض مدى الحياة في الأدب (البنجابي)و هم:
- الخواجا معين الدين الجشتيوالمعروف أيضاََ باسم غريب نواز(اجمير شريف، الهند)
- الخواجا قطب الدين باختيار كاكي(مهرولي دلهي،الهند)
- الشيخ بابا فريد جانجشكار (باكباتان، البنجاب)
- بهاء الدين زكريا(ملتان، البنجاب)
- لال شهباز قلندار(سهران، السند)

حيث ذُكِرَت أسماؤهم في الملحمة الحبيّة"Heer Ranjha" للشاعر الصوفي السيد وريث شاه والتي تُفتتح بالتضرع لهؤلاء الحكماء المقدسين.